# Новая Романовка (Житомирская область)
Новая Романовка (укр. Нова Романівка) — село на Украине, находится в Звягельсом районе Житомирской области.
Население по переписи 2001 года составляет 647 человек. Почтовый индекс — 11744. Телефонный код — 4141. Занимает площадь 2,097 км².

## Адрес местного совета
11744, Житомирская область, Новоград-Волынский р-н, с. Новая Романовка, ул. Советов, 21, тел. 67-623